# Shock to the System (Part One)
Shock to the System (Part One) es un segundo EP de la banda estadounidense Daughtry, se estrenó el 27 de septiembre de 2024 a través de Big Machine Records. El EP contará con seis temas nuevos, incluidos sus exitosos sencillos "Artificial" y "Pieces".

## Lista de canciones
| N.º | Título                | Duración |  |
| 1.  | «The Reckoning»       | 3:00     |  |
| 2.  | «Artificial»          | 3:40     |  |
| 3.  | «Pieces»              | 4:04     |  |
| 4.  | «Shock to the System» | 3:17     |  |
| 5.  | «Nervous»             | 3:26     |  |
| 6.  | «The Dam»             | 4:01     |  |

## Personal
Daughtry
- Chris Daughtry – voz principal, guitarra rítmica
- Josh Steely – guitarra principal
- Brian Craddock – guitarra rítmica
- Elvio Fernandes – teclados, coros
- Marty O'Brien – bajo
- Jeremy Schaffer – batería